# Sahraa Karimi
Sahraa Karimi (in persiano  صحرا كريمي‎; Kabul, 20 maggio 1985) è una regista e produttrice cinematografica afghana.
Da maggio 2019 ad agosto 2021 è stata presidente di Afghan Film, l’agenzia nazionale del cinema afgano, un incarico assegnato per la prima volta ad una donna.

## Biografia
Sahraa Karimi, figlia di afghani rifugiati in Iran e di lingua madre persiana, è cresciuta a Teheran.
Ha fatto il suo ingresso per la prima volta nel mondo del cinema in Iran come attrice coprotagonista, interpretando il ruolo di Sahra Karimi nel film Daughters of the Sun (2000), diretto da Maryam Shahriar. Il film ha vinto vari premi internazionali, tra cui il Grand Prix Award all'International Film Festival di Bratislava nel 2001.
A 17 anni si è trasferita in Slovacchia come rifugiata politica. Ha studiato regia documentaristica in Slovacchia e regia di film a Praga, nella Repubblica Ceca, alla scuola di cinema dell'Accademia delle arti dello spettacolo (Filmová a televizní fakulta Akademie múzických umění v Praze, FAMU).
Ha ottenuto - prima donna in Afghanistan -  il diploma di dottorato in cinema, conseguito all'Alta scuola di arti musicali di Bratislava (in slovacco: Vysoká škola múzických umení v Bratislave, VŠMU), Facoltà di Cinema e Televisione. Light Breeze, un documentario realizzato durante il suo periodo di formazione, ha vinto il premio Sinko v sieti, uno dei premi cinematografici più importanti della Slovacchia, come migliore cortometraggio.
Nel 2012 è tornata in Afghanistan e a Kabul è stata fra le fondatrici della Kapila Multimedia House per sostenere il cinema indipendente afgano. Nel 2019 è diventata la prima presidente donna di Afghan Film, l'agenzia cinematografica nazionale, fondata nel 1968. Il suo primo lavoro da professionista è stato Searching for Dream, documentario presentato al Festival Internazionale di Cinema di Dhaka nel 2006.
Nel 2009 ha presentato il documentario girato in Afghanistan “Afghan Women Behind the Wheel” che ha vinto circa venti premi nei principali festival di cinema, inclusi i premi dell’Accademia in Slovacchia e il premio come miglior documentario nel 13º Festival Internazionale di Cinema di Dhaka.
Nel 2019, ha diretto il film “Hava, Maryam, Ayesha”, girato in Afghanistan e presentato per la prima volta al Festival del Cinema di Venezia, dove ha concorso nella sezione Orizzonti.
Nell’agosto del 2021, durante l’avanzata da parte dei talebani per la riconquista dell’Afghanistan, ha fatto un appello alla comunità cinematografica internazionale, invitandola a dare un aiuto alla popolazione afghana. Il 17 agosto dello stesso anno è scappata da Kabul, trovando rifugio a Kiev, dove è stata accolta dal governo ucraino. Nel 2022 è stata assunta come visiting professors al Centro Sperimentale di Cinematografia - Scuola Nazionale di Cinema a Roma, per tenere un corso interdisciplinare di innovative storytelling in lingua inglese.

### Ritrarre la vita delle donne afghane
I lavori di Sahraa Karimi, che hanno molto spesso come protagoniste donne afghane, denunciano la discriminazione di quest’ultime ma anche la loro forza e resistenza. Un esempio è il documentario Afghan Women Behind the Wheel (2009) che tratta della vita delle prime donne in Afghanistan che hanno ottenuto la patente.

## Filmografia
Sahraa ha diretto e prodotto trenta cortometraggi, due documentari e un film.                                                                                                                                                                                                          Alcuni dei suoi lavori più importanti sono:
- Afghan Women Behind the Wheel , (2009), documentario. Regista.[18]
- Nasima, (2013), cortometraggio. Produttrice.
- Parlika, (2016), documentario, regista e sceneggiatrice.[18]
- Memoirs of an Immigrant Girl
- In Search of Fantasy
- Uno sguardo alla Terra, (2018) documentario. Comparsa.
- Hava, Maryam, Ayesha, (2019) regista, sceneggiatrice e produttrice.[3]

## Riconoscimenti
Sahraa ha partecipato a più di centocinquanta festival internazionali di cinema. “Afghan Women Behind the Wheel” ha ricevuto più di 25 premi nei principali festival di cinema di tutto il mondo. Tra questi il premio al miglior documentario nel Dhaka International Film Festival 2014.